# Sin hijos por elección

En 2022 la población en la Tierra alcanzó la cifra de 8.000.000.000, y en el año 2050 alcanzará, según algunas previsiones, la cifra de unos 9.150.000.000.

Sin hijos por elección, libre de hijos, hijos no o no procreación (en inglés childfree y childless by choice) son términos usados para describir a quienes no tienen ni desean tener hijos por diversas causas. Por extensión, el término sin hijos por elección designa a movimientos u organizaciones que defienden la no procreación.
La decisión de no tener descendencia es radicalmente distinta a la imposibilidad de tener hijos, ya sea por causas afectivas, biológicas o socioeconómicas.

## Movimientos contemporáneos

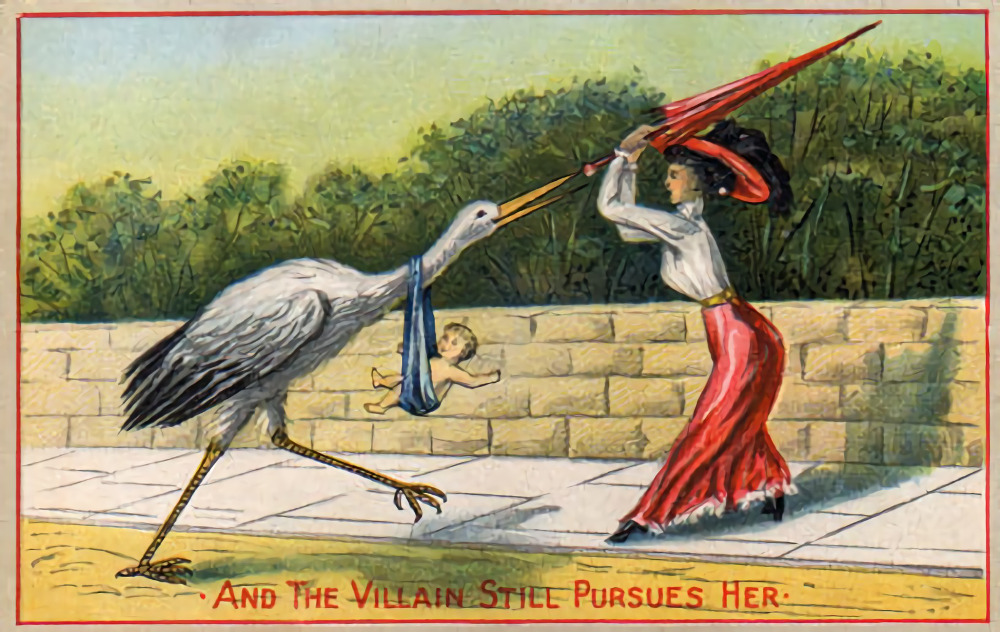
Una postal de principios del ; ilustración en caricatura que representa a una mujer usando una sombrilla para espantar a la cigüeña.